# Farit Zigangirov
Farit Zigangirov, född den 15 augusti 1954, är en sovjetisk landhockeyspelare.
Han tog OS-brons i herrarnas landhockeyturnering i samband med de olympiska landhockeytävlingarna 1980 i Moskva.